# Comuna de Zielona Góra
Zielona Góra (polaco: Gmina Zielona Góra) é uma gminy (comuna) na Polónia, na voivodia da Lubúsquia e no condado de Zielonogórski. A sede do condado é a cidade de Zielona Góra.
De acordo com os censos de 2004, a comuna tem 15 834 habitantes, com uma densidade 71,8 hab/km².

## Área
Estende-se por uma área de 220,45 km², incluindo:
- área agricola: 34%
- área florestal: 55%

## Demografia
Dados de 30 de Junho 2004:
|                      | Total   | Total | Mulheres | Mulheres | Homens  | Homens |
| -------------------- | ------- | ----- | -------- | -------- | ------- | ------ |
|                      | pessoas | %     | pessoas  | %        | pessoas | %      |
| População            | 15 834  | 100   | 7986     | 50,4     | 7848    | 49,6   |
| Densidade (pop./km²) | 71,8    | 100   | 36,2     | 36,2     | 35,6    | 35,6   |

De acordo com dados de 2002, o rendimento médio per capita ascendia a 1402,63 zł.

## Subdivisões
- Barcikowice, Drzonków, Jany, Jarogniewice, Jeleniów, Kiełpin, Krępa, Łężyca, Ługowo, Nowy Kisielin, Ochla, Przylep, Racula, Stary Kisielin, Sucha, Zatonie, Zawada.

## Comunas vizinhas
- Czerwieńsk, Kożuchów, Nowogród Bobrzański, Otyń, Sulechów, Świdnica, Zabór, Zielona Góra